# Hetta (film)
Hetta (engelska: Heat and Dust) är en brittisk dramafilm från 1983 i regi av James Ivory.
Filmen bygger på Ruth Prawer Jhabvala roman med samma namn.

## Handling
Anne, en ung historiker, blir besatt av sin gammal-tant Olivia och hennes liv i Indien på 1920-talet.

## Rollista i urval
- Julie Christie - Anne
- Greta Scacchi - Olivia Rivers
- Shashi Kapoor - The Nawab
- Madhur Jaffrey - The Begum
- Patrick Godfrey - dr Saunders
- Christopher Cazenove - Douglas Rivers
- Julian Glover - mr Crawford
- Susan Fleetwood - mrs Crawford
- Jennifer Kendal - mrs Saunders
- Nickolas Grace - Harry Hamilton-Paul
- Barry Foster - major Minnies
- Amanda Walker - Lady Mackleworth